# Homosexualität auf den Komoren

Geografische Lage von den Komoren

Homosexualität ist auf den Komoren in Teilen der Gesellschaft tabuisiert; homosexuelle Handlungen sind illegal.

## Legalität
Homosexuelle Handlungen sind auf den Komoren illegal. Es drohen Haftstrafen bis zu fünf Jahren. Es existiert kein Antidiskriminierungsgesetz auf den Komoren.

## Anerkennung gleichgeschlechtlicher Partnerschaften
Eine staatliche Anerkennung von gleichgeschlechtlichen Paaren besteht weder in der Form der gleichgeschlechtlichen Ehe noch in einer eingetragenen Partnerschaft auf den Komoren